# Gabriela (film, 1983)
Pour les articles homonymes, voir Gabriela.
Pour plus de détails, voir Fiche technique et Distribution.
Gabriela (Gabriela, Cravo e Canela) est un film brésilien réalisé par Bruno Barreto, sorti en 1983. C'est l'adaptation du roman du même nom de Jorge Amado paru en 1958.

## Fiche technique
- Titre original : Gabriela, Cravo e Canela
- Titre français : Gabriela
- Réalisation : Bruno Barreto
- Scénario : Doc Comparato, Leopoldo Serran et Flávio R. Tambellini d'après le roman Gabriela, girofle et cannelle de Jorge Amado
- Musique : Antônio Carlos Jobim (bande originale du film publiée sur LP RCA)[1]
- Pays d'origine : Brésil
- Format : Couleurs - 35 mm - 2,35:1 - Mono
- Genre : comédie dramatique, romance
- Durée : 99 minutes
- Date de sortie : 1983

## Distribution
- Sonia Braga : Gabriela
- Marcello Mastroianni : Nacib
- Antonio Cantafora : Tonico Bastos
- Paulo Goulart : João Fulgêncio
- Ricardo Petráglia : professeur Josué
- Lutero Luiz : Cel. Manoel das Onças
- Tania Boscoli : Glória
- Nicole Puzzi : Malvina
- Flávio Galvão : Mundinho Falcão
- Joffre Soares : Cel. Ramiro Bastos
- Maurício do Valle : Cel. Amâncio Leal
- Nildo Parente : Maurício Caires
- Ivan Mesquita : Cel. Melk Tavares
- Luiz Linhares : Cel. Jesuíno Mendonça
- Emile Edde : Poeta Argileu